# جعفرلو
جعفرلو روستایی است که در استان اردبیل، شهرستان کوثر، بخش مرکزی، دهستان سنجبد شمالی قرار دارد. گویش اهالی جعفرلو مانند دیگر روستاهای شهرستان کوثر به زبان ترکی آذربایجانی است.
این روستا در کنار روستاهای خلفلو، نرلو، قرخ بلاغ و خواجه ایم می‌باشد.

## جمعیت
بر اساس سرشماری سال ۱۴۰۱ جمعیت این روستا ۴۷ نفر بوده‌است.